# Рудск (Ивановский район)
Рудск (бел. Рудск) — агрогородок в Ивановском районе Брестской области Белоруссии. Административный центр Рудского сельсовета.

## География
В 7 км на юг от Иваново, в 147 км от Бреста, 5 км от железнодорожной станции Янов-Полесский.
Через агрогородок проходит автотрасса Р144.

### Гидрография
Через агрогородок протекает река Неслуха, рядом река Самаровка.

## Этимология
По рассказам старожилов, свое название деревня получила от того, что на западе от деревни, на берегу реки Самаровка, была найдена железная руда. Здесь поселились люди, назвали деревню Рудск.

## История
Упоминается с середины XVIII века, на то время поселение из нескольких крестьянских дворов.
С конца XVIII века составе Бродницкой волости Пинского уезда Минской губернии Российской империи.
В 2010 году деревня Рудск преобразована в агрогородок.
В 2024 году за высокие показатели, достигнутые в ходе проведения в 2023 году республиканского смотра санитарного состояния и благоустройства населённых пунктов Республики Беларусь, аг. Рудск признан одним из победителей, награждён переходящим вымпелом.

## Население

### Численность
- 2009 год — 682 жителя

### Динамика
- 1999 год — 731 житель (перепись населения)
- 2001 год — 783 жителя, 262 двора
- 2009 год — 682 жителя (перепись населения)[5]

## Достопримечательность

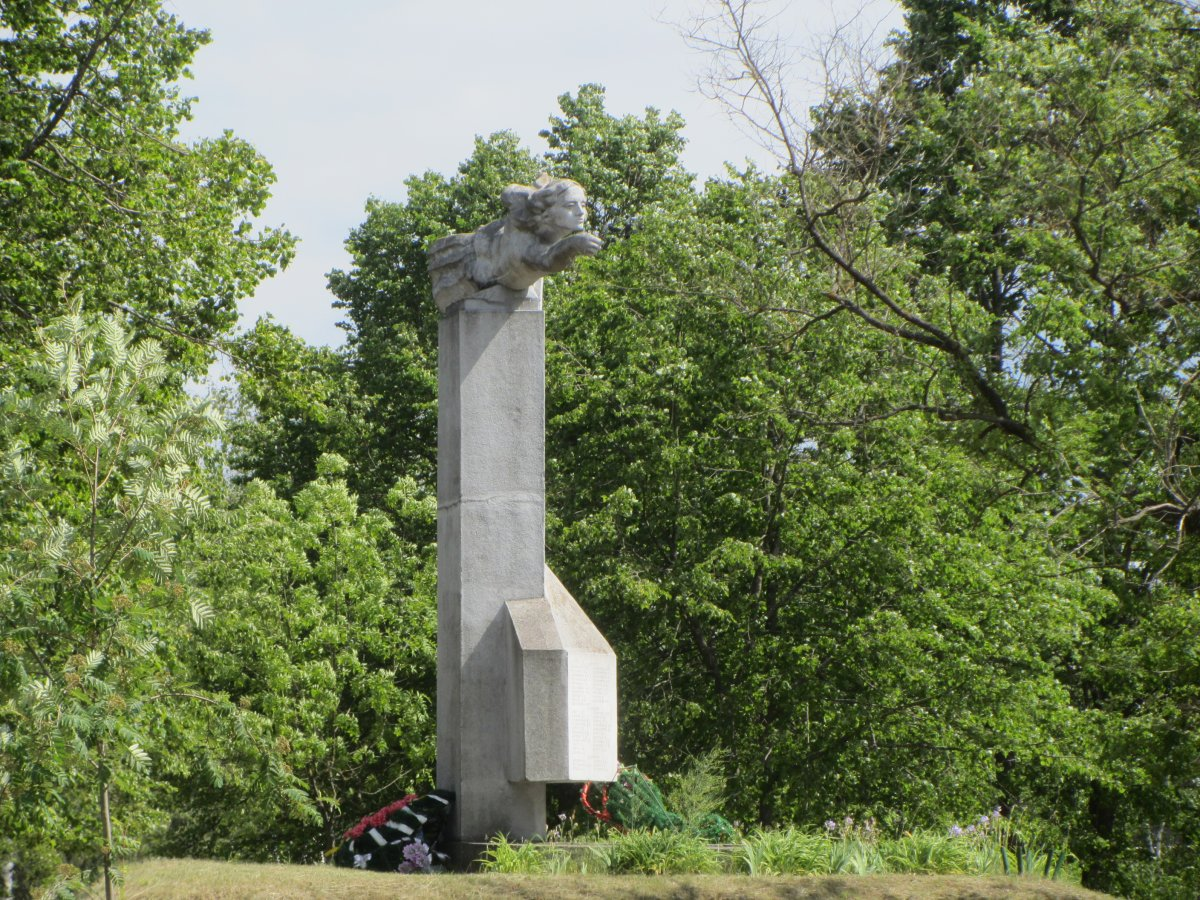
Памятник землякам, погибшим в Великой Отечественной войне

- Памятник землякам, погибшим в Великой Отечественной войнеЦерковь Успения Пресвятой Богородицы (XIX в.).
- Памятник землякам, погибшим в Великой Отечественной войне.

## Известные лица
- Цегельник Владимир Владимирович (род. 1954) — белорусский математик, специалист в области дифференциальных уравнений.
- Казакевич Пётр Петрович (род. 1955) — доктор технических наук, профессор, член-корреспондент НАН Беларуси.